# Message à Garcia
Pour plus de détails, voir Fiche technique et Distribution.
Message à Garcia (A Message to Garcia) est un film américain en noir et blanc réalisé par George Marshall, sorti en 1936.
Il s'agit du remake du film muet du même nom de 1916 de Richard Ridgely.
Le scénario est inspiré d'un essai de 1899, A Message to Garcia d'Elbert Hubbard, ainsi que du livre du colonel Andrew Summers Rowann, How I Carried the Message to Garcia (1922). Elbert Hubbard a trouvé la mort dans le naufrage du paquebot Lusitania, coulé en 1916 par les Allemands.

## Synopsis
En 1898, pendant la guerre hispano-américaine, le lieutenant Andrew Rowan est chargé par les États-Unis de porter un message de haute importance au chef de la révolution cubaine, le général Garcia, qui combat les espagnols. Débarqué clandestinement sur l'île, Rowan se met à la recherche de Garcia ; pour cela il doit traverser la jungle...

## Fiche technique
- Titre : Message à Garcia
- Titre original : A Message to Garcia
- Réalisation : George Marshall
- Scénario : Gene Fowler, Sam Hellman, Gladys Lehman et W.P. Lipscomb d'après un essai de Elbert Green Hubbard et un livre de Lieutenant Andrew S. Rowan
- Production : Darryl F. Zanuck et Raymond Griffith (producteur associé)
- Société de production : 20th Century Fox
- Musique : Louis Silvers
- Photographie : Rudolph Maté
- Montage : Herbert Levy
- Direction artistique : William S. Darling et Rudolph Sternad
- Décors : Thomas Little
- Costumes : Sam Benson (non crédité)
- Pays d'origine : États-Unis
- Langue : anglais
- Format : noir et blanc - son : Mono (Western Electric Noiseless Recording)
- Genre : drame
- Durée : 77 min
- Date de sortie : 
  - États-Unis : 10 avril 1936

## Distribution
- Wallace Beery : sergent Dory
- Barbara Stanwyck : Raphaelita Maderos
- John Boles : lt. Andrew Rowan
- Alan Hale : Dr Ivan Krug
- Herbert Mundin : Henry Piper
- Mona Barrie : espionne espagnole
- Enrique Acosta : le général Calixto García
- Juan Torena : Luís Maderos
- Martin Garralaga : Rodríguez
- José Luis Tortosa : Pasquale Castova
- Lucio Villegas : commandant
- Frederick Vogeding : German Stoker
- Pat Moriarity : chauffeur irlandais
- Octavio Giraud : commandant espagnol
- John Carradine : président William McKinley (voix)

Acteurs non crédités
- Davison Clark : un amiral
- Warren Hymer : un marin en partance
- George Irving : colonel Wagner